# Últimos fuegos góticos
Últimos fuegos góticos, esculturas alemanas del Bode Museum de Berlín, es una exposición de 2016 promovida desde el Museo Nacional de Escultura, con obras venidas expresamente de la capital alemana. Nunca se había expuesto en España una colección germana de esa época caracterizada por cambios graduales en la figuración centroeuropea.

## La exposición
Últimos fuegos góticos esculturas alemanas del Bode Museum, fue inaugurada el 5 de julio de 2016, en el Museo Nacional de Escultura, con sede en Valladolid y dependiente del Ministerio de Cultura. Estará abierta hasta al 6 de noviembre de 2016.

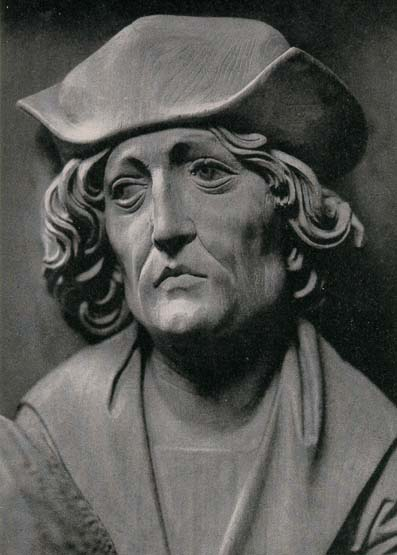
Tilman Riemenschneider
Mutmaßliches Autorretrato, Detalle de Creglinger Retablo de Marien

Es la presentación más completa, relevante e innovadora realizada nunca en España sobre ese momento clave de la escultura alemana: la escultura de su siglo de oro, esto es, el de las décadas anteriores a la Reforma luterana.
Los escultores alemanes que trabajaron entre 1470 y 1530 forman este universo deslumbrante de los «últimos fuegos» del gótico alemán. La metáfora del fuego tiene aquí varios sentidos: porque este final gótico desapareció en pleno ardor creativo, dados los avatares religiosos; por sus formas llameantes -flamígeras-, que traducen el sentimiento de inquietud espiritual de su tiempo. Y, finalmente, como evocación de las hogueras en las que ardieron muchas estatuas de los retablos, víctimas de la violencia dogmática que dividió a Europa en las décadas iniciales del siglo XVI, momento en que concluye esta exposición.
La exposición nos restituye un paisaje fiel de la plástica germánica en torno a 1500, en buena parte religiosa, de su sensibilidad artística y sus desafíos técnicos. Conocido como el "tiempo de Durero", este período fue también la Edad de oro de la escultura alemana, en la frontera entre la Edad Media y el Renacimiento.
Está centrada en el gran escultor Tilman Riemenschneider, con sus famosos Cuatro Evangelistas, conjunto destacado del Bode Museum berlinés. Junto a él nos trae un puñado de grandes maestros, muy desconocidos en nuestras latitudes: Erasmus Grasser, Veit Stoss, Hans Thoman o Hans Leinberger. Con sus tallas y relieves revelan el ardor creativo de su tiempo, y ponen ante nuestros ojos la elegancia de sus formas curvilíneas, la suave dulzura de sus gestos, la maestría de sus tallas en madera de tilo. Basta mirar a los ojos de madera de los Evangelistas de Tilman Riemenschneider para comprender un estado de ánimo ‘ansioso de verdad’, que ganó la vida espiritual alemana a fines del siglo XV y se desplegó en las siguientes décadas, hasta su modificación radical. Quizá por eso, el escritor Thomas Mann tomó a uno de estos escultores, Riemenschneider, como el modelo de alemán justo y libre, en medio de una era turbulenta: la que concluyó en 1945.
Pero también esconden esas figuras de formas novedosas una vena de historia de los siglos XV y XVI, pues evocan la vida populosa de las ciudades alemanas, sus animados talleres artesanales, la intimidad piadosa de los creyentes y, finalmente, el arraigo del primer humanismo en Alemania. Todo lo cual puede verse en piezas de menor tamaño, pero de gran interés artístico.

## Secciones de la exposición
La exposición se abre con la imagen de un tilo tomada de una acuarela de Durero; wsa madera que da a estas esculturas su singular apariencia.
Está organizada en 4 secciones. La primera se titula “La Escultura a través de un vasto país”. Antes de la Reforma, la demanda de imágenes esculpidas era habitual en toda Europa central, y los escultores establecían sus talleres en cualquier región. Fue Alemania meridional la región decisiva en la innovación de la escultura en el siglo XV y principios del siglo XVI; y la gran mayoría de las obras en la exposición son originarias de esta región.
La segunda parte se denomina “Arte y Devoción”. La escultura medieval servía tanto de adorno de las iglesias como de ayuda en la práctica religiosa de los individuos. Los cristianos de la Edad Media no sólo tomaban parte en celebraciones como misas y procesiones, sino que también practicaban la oración y la meditación íntimas. Las imágenes, normalmente de escala doméstica, ayudaban en esos ejercicios espirituales, pues eran el soporte tangible de la práctica piadosa. 
En esta historia, la Reforma ocupa un lugar trascendental. Tanto Erasmo como Lutero, por ejemplo, admitían la eficacia de las imágenes para enseñar a los iletrados, pero advertían del peligro de la idolatría en la que podía derivar la veneración piadosa, cuando las imágenes dejaban de servir de ayuda a esa espiritualidad y se convertían en objetos de adoración en sí mismos. Por eso, este movimiento escultórico desapareció cuando la Reforma Protestante impulsó la destrucción de las imágenes en una parte considerable de Alemania. 
A su juicio, los cristianos no necesitaban intermediarios para gozar de la favor divino. Así que convirtió en superfluos dos iconos que antes habían sido centrales, tanto para los creyentes como para los artistas que producían dichas imágenes: la Virgen y los Santos. Los artistas se orientaron, entonces, hacia temas nuevos, a menudo extraídos de la Antigüedad, destinados a los selectos círculos humanistas de Augsburgo y Núremberg, las primeras ciudades en donde se difundió el Renacimiento. Esas obras de arte realizadas para coleccionistas y humanistas son el tema de la tercera sección, titulada “Una nueva era”.  
La última parte de la exposición, “Personalidades Artísticas”, se centra en los principales escultores: Riemenschneider, Leinberger (trabajaron ambos siempre para la clientela católica) y Stoss. A pesar de la ausencia de color, crearon obras de gran carga emocional novedosa. Al modo de un escenógrafo, explotaron al máximo el potencial de la luz como un medio capaz de conferir vida a la escultura, casi de una manera pictórica. Sus obras revelan su hondo conocimiento de la doctrina cristiana y, sin duda, eran  conscientes de la preocupación de la Iglesia por el abuso de las imágenes. En lo relativo al material, así como en la función, sus esculturas encajaban en tradiciones de siglos precedentes. Fueron así los últimos exponentes de modelos del pasado. Desde esta perspectiva, el título de esta exposición, “Últimos fuegos góticos”, es aclarador.